# ガーフィル (クルアーン)
『ガーフィル』とは、クルアーンにおける第40番目の章（スーラ）。85の節（アーヤ）から成る。
章の冒頭に神秘文字（Muqatta'at）が置かれているもの（計29スーラ）のうちの一つ。